# 韦勒河畔巴佐什
韦勒河畔巴佐什（法語：Bazoches-sur-Vesles，亦作，法語發音：[bazɔʃ syʁ vɛl]）是法国上法蘭西大區埃纳省的一个旧市镇，属于苏瓦松区。2022年，韦勒河畔巴佐什与市镇圣蒂博合并为新市镇巴佐什和圣蒂博，韦勒河畔巴佐什为新市镇行政中心。

## 地理
韦勒河畔巴佐什（49°18'26"N, 3°37'7"E）面积9.49 平方千米，位于法国上法蘭西大區埃纳省，该省份为法国北部内陆省份，北起北部省，西接索姆省和瓦兹省，东临阿登省和马恩省，西南至塞纳-马恩省，东北部与比利时接壤。
与韦勒河畔巴佐什接壤的市镇（或旧市镇、城区）包括：谢里-沙特勒沃、蒙圣母村、帕尔、佩尔勒、圣蒂博、沃塞雷、萨瓦城、菲姆、莱塞特瓦隆。
韦勒河畔巴佐什的时区为UTC+01:00、UTC+02:00（夏令时）。

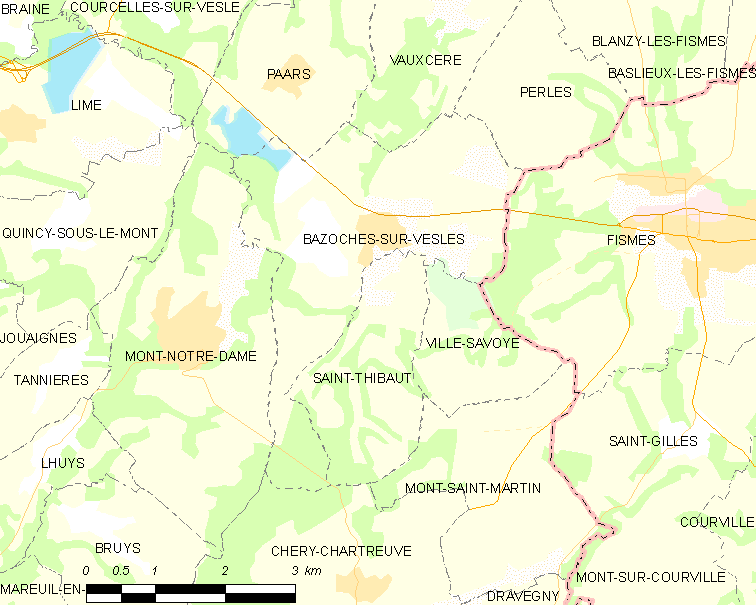
韦勒河畔巴佐什的OSM定位图

## 行政
韦勒河畔巴佐什的邮政编码为02220，INSEE市镇编码为02054。

## 政治
韦勒河畔巴佐什所属的省级选区为塔德努瓦地区费尔县。

## 人口

1962-2008年间韦勒河畔巴佐什人口变化图示

韦勒河畔巴佐什于2019年1月1日时的人口数量为461人。